# 안드레스 팔로프
안드레스 팔로프 세르베라(스페인어: Andrés Palop Cervera, 1973년 10월 22일, 발렌시아 지방 랄쿠디아 ~)는 스페인의 전 프로 축구 선수로, 현역 시절 골키퍼로 활약했으며, 현재 감독이다.
고향 구단 발렌시아에서 자주 출전하지 못했던 팔로프는 30대에 들어 세비야의 주축 선수가 되어 구단이 국내 및 유럽 무대에서 이름을 날리는데 큰 역할을 했다. 그는 15시즌에 걸쳐 라 리가 경기에 295번 출전했고, 이 중에는 비야레알 소속으로 뛴 라리가 1998-99 시즌도 포함한다.
팔로프는 UEFA 유로 2008의 스페인 선수단 일원으로 차출되었지만, 국가대표팀 경기에 단 한 경기도 출전하지 못했다.

## 클럽 경력

### 발렌시아
발렌시아 지방 랄쿠디아 출신인 팔로프는 인근 거함 발렌시아 유소년부의 졸업생으로, 현역 초기에 이웃 구단 비야레알에 임대를 가서 2년을 보냈다. 그 후, 그는 비야레알에서 라 리가 1997-98 시즌에 구단의 첫 승격을 이뤄냈지만, 그 다음 시즌 강등의 굴욕도 맛보았고, 이후 동지소속으로 복귀하게 되었다.
그러나, 그는 발렌시아 1군에 6년을 보냈지만, 노련한 산티아고 카니사레스에 막혔고, 가장 많이 출전 기회를 잡은 것도 첫 시즌에 15경기 뛴 것이었다. 발렌시아가 리그 정상에 오른 2001-02 시즌과 2003-04 시즌에도 두 시즌을 합쳐 7경기 (7경기 모두 2001-02 시즌에만 출전) 에만 뛸 정도로 입지가 약했다.

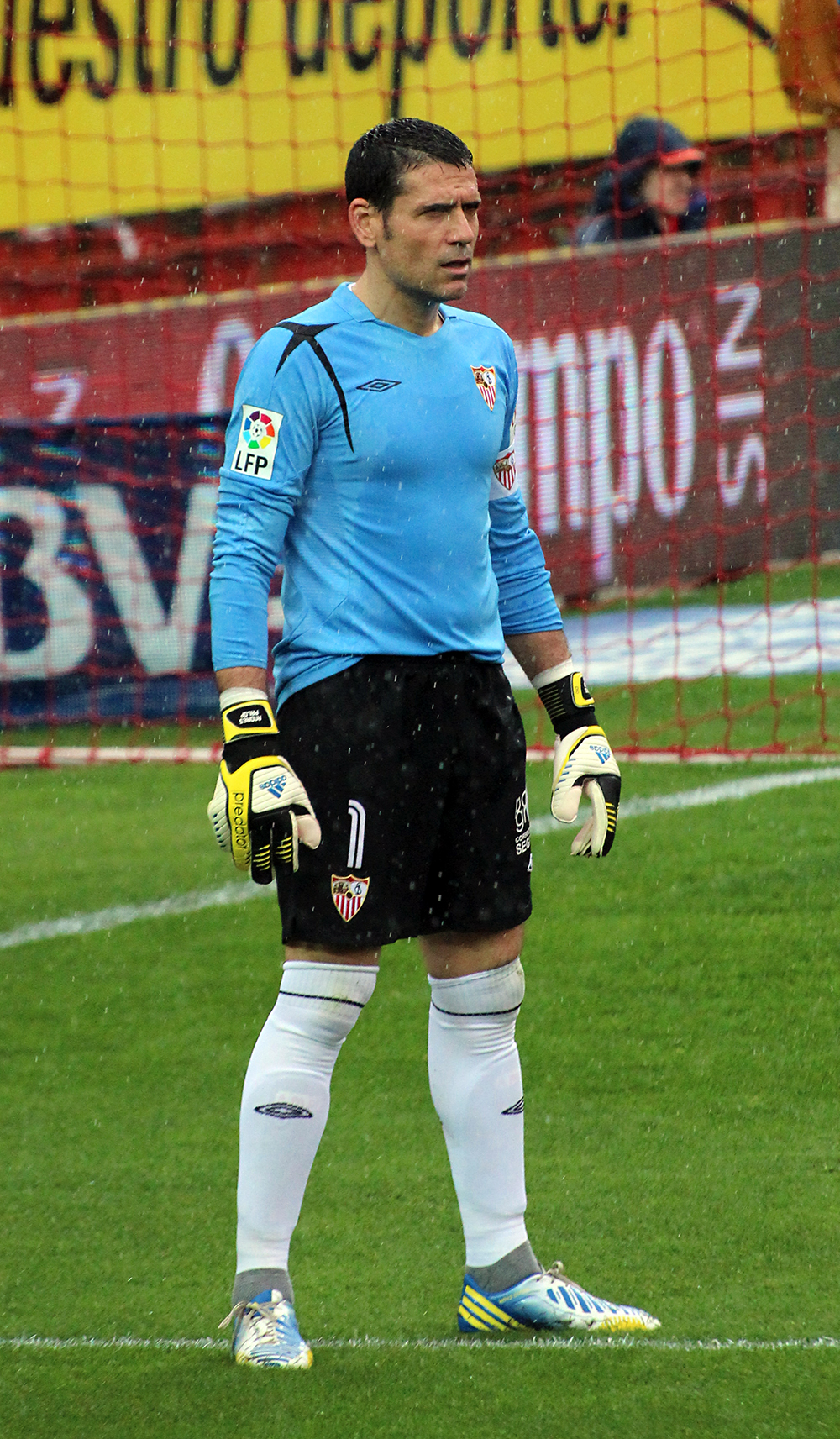
2012년, 세비야의 팔로프

### 세비야
팔로프는 2005년 여름에 세비야에 합류했고, 즉시 안달루시아 연고 구단의 주축이 되었는데, 구단에 1년동안 5개의 우승컵을 선물했다. 2007년 3월 15일, 샤흐타르 도네츠크와의 UEFA컵 16강전에서 추가 시간에 극적인 동점골을 넣어 기사 전문에 자신의 이름이 올라오게 만들었고, 경기는 연장전으로 이어졌다. 안방의 1차전에서 2-2로 비겼던 세비야는 3-2로 이기고 결국 2연속 우승의 위업까지 달성했다. 결승전 상대는 같은 라 리가의 에스파뇰로, 승부차기에서 주자 4명 중 3명을 막아세워 최우수 선수로 선정되었다.
그 후로, 노련한 팔로프는 세비야의 부동의 주전이 되었고, 매 년 최소 31번의 리그 경기에 출전했다. 2009-10 시즌 그는 세비야를 리그 4위로 이끌어 다음 시즌 UEFA 챔피언스리그 진출권을 선사했고, 코파 델 레이 우승도 거두었다.

### 레버쿠젠
2013년 6월 초, 팔로프는 레버쿠젠으로 이적해, 거의 40세가 되어서 처음으로 해외에 나갔다. 그는 독일 분데스리가에서 후보 선수로만 사용되었고, 결국 2014년 4월에 은퇴를 선언했다.

## 국가대표팀 경력
2007년 8월, 팔로프는 그리스와의 친선경기를 앞두고 이케르 카시야스의 막판 부상으로 스페인 국가대표팀에 차출되었다. 그러나, 그는 경기에서 후보로만 대기했다.
출전하지 않은 팔로프는 리버풀의 페페 레이나와 UEFA 유로 2008에서의 후보 골키퍼 자리를 놓고 다투었지만, 바르셀로나의 빅토르 발데스를 밀어내고 3번째 골키퍼로 차출되는데 그쳤다. 팔로프는 스페인이 우승하고 치른 뒷풀이 행사에서 루이스 아르코나다가 UEFA 유로 1984 결승전에서 입은 유니폼을 입었다. 그는 UEFA의 미셸 플라티니 회장 (1984년 유럽 선수권에 우승했는데, 당시 아르코나다의 실수로 선제골을 넣을 수 있었다.) 으로부터 금메달을 받았다.

## 플레이스타일
팔로프는 대게 선방 능력으로 알려져 있지만, 현역 시절 페널티킥 막기 전문가로도 명성을 떨쳤다.

## 감독 경력
2015년 2월 18일, 팔로프는 시즌 말까지 세군다 디비시온 B의 알코야노 감독이 되었다. 6월, 기대 조건을 충족한 팔로프는 정식적으로 지휘봉을 잡았지만, 2016년 5월에 감독직에서 물러났다.

## 경력 통계
| 클럽      | 시즌      | 리그            | 리그 | 리그 | 컵   | 컵 | 대륙 | 대륙 | 기타 | 기타 | Total | Total |
| 클럽      | 시즌      | 단계            | 출장 | 골   | 출장 | 골 | 출장 | 골   | 출장 | 골   | 출장  | 골    |
| --------- | --------- | --------------- | ---- | ---- | ---- | -- | ---- | ---- | ---- | ---- | ----- | ----- |
| 발렌시아  | 1997–98   | 라 리가         | 0    | 0    | 0    | 0  | -    | -    | -    | -    | 0     | 0     |
| 발렌시아  | 1999–2000 | 라 리가         | 15   | 0    | 0    | 0  | 6    | 0    | -    | -    | 21    | 0     |
| 발렌시아  | 2000–01   | 라 리가         | 1    | 0    | 2    | 0  | 1    | 0    | -    | -    | 4     | 0     |
| 발렌시아  | 2001–02   | 라 리가         | 7    | 0    | 0    | 0  | 3    | 0    | -    | -    | 10    | 0     |
| 발렌시아  | 2002–03   | 라 리가         | 9    | 0    | 2    | 0  | 3    | 0    | -    | -    | 14    | 0     |
| 발렌시아  | 2003–04   | 라 리가         | 0    | 0    | 6    | 0  | 6    | 0    | -    | -    | 12    | 0     |
| 발렌시아  | 2004–05   | 라 리가         | 11   | 0    | 1    | 0  | 2    | 0    | -    | -    | 14    | 0     |
| 발렌시아  | 합계      | 합계            | 43   | 0    | 11   | 0  | 21   | 0    | -    | -    | 75    | 0     |
| 비야레알  | 1997–98   | 세군다 디비시온 | 39   | 0    | 0    | 0  | -    | -    | 2    | 0    | 41    | 0     |
| 비야레알  | 1998–99   | 라 리가         | 35   | 0    | 5    | 0  | -    | -    | 2    | 0    | 42    | 0     |
| 비야레알  | 합계      | 합계            | 74   | 0    | 5    | 0  | -    | -    | 4    | 0    | 83    | 0     |
| 세비야    | 2005–06   | 라 리가         | 36   | 0    | 0    | 0  | 7    | 0    | -    | -    | 43    | 0     |
| 세비야    | 2006–07   | 라 리가         | 34   | 0    | 4    | 0  | 12   | 1    | 1    | 0    | 51    | 1     |
| 세비야    | 2007–08   | 라 리가         | 31   | 0    | 0    | 0  | 9    | 0    | 3    | 0    | 43    | 0     |
| 세비야    | 2008–09   | 라 리가         | 35   | 0    | 6    | 0  | 6    | 0    | -    | -    | 47    | 0     |
| 세비야    | 2009–10   | 라 리가         | 33   | 0    | 6    | 0  | 5    | 0    | -    | -    | 44    | 0     |
| 세비야    | 2010–11   | 라 리가         | 19   | 0    | 3    | 0  | 8    | 0    | 2    | 0    | 32    | 0     |
| 세비야    | 2011–12   | 라 리가         | 13   | 0    | 1    | 0  | 2    | 0    | -    | -    | 16    | 0     |
| 세비야    | 2012–13   | 라 리가         | 16   | 0    | 3    | 0  | -    | -    | -    | -    | 19    | 0     |
| 세비야    | 합계      | 합계            | 217  | 0    | 23   | 0  | 49   | 1    | 6    | 0    | 295   | 1     |
| 레버쿠젠  | 2013–14   | 분데스리가      | 0    | 0    | 0    | 0  | 0    | 0    | -    | -    | 0     | 0     |
| 레버쿠젠  | 합계      | 합계            | 0    | 0    | 0    | 0  | 0    | 0    | -    | -    | 0     | 0     |
| 경력 합계 | 경력 합계 | 경력 합계       | 334  | 0    | 39   | 0  | 70   | 1    | 10   | 0    | 453   | 1     |

1. ↑  코파 델 레이 및 DFB-포칼 출전 경기 포함
2. 1 2 3 4 5 6  UEFA 챔피언스리그 출전 경기 포함
3. 1 2 3 4 5 6 7 8  UEFA컵 / UEFA 유로파리그 출전 경기 포함
4. ↑  승격 플레이오프전 출전 경기 포함
5. ↑  강등 플레이오프전 출전 경기 포함
6. 1 2  UEFA 슈퍼컵 출전 경기 포함
7. 1 2  수페르코파 데 에스파냐 출전 경기 포함

## 감독 통계
2016년 5월 15일 기준
| 구단     | 국적   | 취임            | 해임            | 기록 | 기록 | 기록 | 기록 | 기록 | 기록 | 기록 | 기록  | 주     |
| 구단     | 국적   | 취임            | 해임            | 전   | 승   | 무   | 패   | 득   | 실   | 차   | 율    | 주     |
| -------- | ------ | --------------- | --------------- | ---- | ---- | ---- | ---- | ---- | ---- | ---- | ----- | ------ |
| 알코야노 | 스페인 | 2015년 2월 18일 | 2016년 5월 20일 | 52   | 24   | 14   | 14   | 63   | 48   | +15  | 46.15 | [ 21 ] |
| 합계     | 합계   | 합계            | 합계            | 52   | 24   | 14   | 14   | 63   | 48   | +15  | 46.15 | —      |